# Beril Dedeoğluová
Hatice Beril Dedeoğluová (9. prosince 1961 Ankara – 13. března 2019 Istanbul) byla turecká akademička, která v období od 22. září do 17. listopadu 2015 zastávala funkci ministryně pro záležitosti Evropské unie v prozatímní volební vládě premiéra Ahmeta Davutoğlua. Dedeoğluová tuto funkci převzala po předchozím prozatímním ministrovi Ali Haydaru Koncovi poté, co rezignoval, a působila v ní až do doby, než Davutoğlu po předčasných parlamentních volbách v listopadu 2015 sestavil novou vládu. V souladu s ústavou byla bez politické příslušnosti a byla jednou ze dvou žen v tomto prozatímním kabinetu, druhou byla ministryně pro rodinu a sociální politiku Ayşen Gürcan.
Jako ministryně pro záležitosti Evropské unie Dedeoğluová současně zastávala funkci hlavní vyjednavačky zastupující Turecko během jednání o vstupu Turecka do Evropské unie.

## Mládí akariéra
Hatice Beril Dedeoğluová se narodila v Ankaře v roce 1961. Absolvovala střední školu Galatasaray Litesi v Istanbulu a poté vystudovala katedru mezinárodních vztahů na Ekonomické fakultě Istanbulské univerzity. Kromě akademické kariéry pracovala jako sloupkařka na téma mezinárodních vztahů v novinách Star a Today's Zaman, po předchozích zkušenostech v denících Zaman, Agos a Yeni Şafak.

### Akademická kariéra
Dedeoğluová začala svou akademickou kariéru jako asistentka profesora Esata Çama a od roku 1995 pracovala na katedře mezinárodních vztahů Univerzity Galatasaray. V roce 1999 se stala docentkou a v roce 2005 profesorkou. Ve stejném roce byla také jmenována vedoucí katedry mezinárodních vztahů na Fakultě ekonomie a správních věd Galatasarayské univerzity. Přednášela na Univerzitě Kadir Has, Univerzitě İstanbul Aydın a Univerzitě Hasan Kalyoncu v Gaziantepu. Je autorkou několika knih a článků v časopisech a vystupovala ve zpravodajských pořadech na televizních kanálech Samanyolu Haber a TRT Haber.
Dne 6. února 2012 ji prezident Abdullah Gül jmenoval na čtyřleté funkční období do Rady pro vysoké školství (YÖK).

### Proces řešení
V prosinci 2012 zahájila turecká vládní Strana spravedlnosti a rozvoje mírová jednání se Stranou kurdských pracujících (PKK), separatistickou teroristickou organizací, která od 80. let 20. století bojuje proti tureckým ozbrojeným silám. Příměří a následná jednání byla nazvána procesem řešení a měla za cíl ukončit 40 let trvající konflikt v jihovýchodní oblasti země.
Součástí procesu řešení bylo zřízení „výboru moudrých lidí“ složeného z akademiků a odborníků, kteří měli vládě během jednání podávat zprávy o probíhajícím vývoji na jihovýchodě země. Výbor, který byl představen 4. dubna 2013, tvořili zástupci všech sedmi tureckých regionů. Dedeoğluová byla jmenována místopředsedkyní delegace z regionu Střední Anatolie. Jako členka výboru moudrých se po většinu první poloviny roku 2013 účastnila a organizovala několik konferencí a návštěv oblastí v regionu Střední Anatolie.

## Ministryně pro záležitosti Evropské unie
Výsledkem parlamentních voleb v červnu 2015 byl parlament postrádající většinu a koaliční jednání se nakonec ukázala jako neúspěšná. V důsledku toho prezident Recep Tayyip Erdoğan vyhlásil na listopad 2015 mimořádné volby, což si vyžádalo sestavení prozatímní volební vlády, tak jak to vyžaduje turecká ústava. Prozatímní volební vládu, první v turecké historii, sestavil premiér Ahmet Davutoğlu, který pozval politiky ze všech stran. Kromě Davutoğluovy Strany spravedlnosti a rozvoje (AKP) se pro účast rozhodla pouze Lidově demokratická strana (HDP), zatímco Republikánská lidová strana (CHP) a Nacionálně činná strana (MHP) pozvání odmítly.
Necelý měsíc po nástupu do funkce podali oba ministři za HDP, kteří se podíleli na vládě, demisi a uvolnili posty ministra pro evropské záležitosti a ministra pro rozvoj. Ministryní pro záležitosti Evropské unie byla jmenována Dedeoğluová, jež nahradila poslance za HDP Aliho Haydara Konca. V souladu s požadavky ústavy byla nezávislá na jakékoli politické straně. Jako ministryně pro záležitosti Evropské unie zastávala Dedeoğluová současně funkci hlavní vyjednavačky zastupující Turecko během jednání o vstup Turecka do Evropské unie.

## Kontroverze

### Důlní neštěstí vdole SOMA
V květnu 2014 zahynulo při výbuchu v uhelném dole v okrese Soma v provincii Manisa 301 horníků, jedná se tak o nejhorší důlní neštěstí v Turecku. Opoziční Republikánská lidová strana (CHP) předložila pouhé dva týdny před neštěstím v parlamentu žádost o prošetření dřívějších důlních neštěstí a havárií v několika dolech včetně Somy, přičemž vláda návrh zamítla. Dedeoğluová po neštěstí napsala jako sloupkařka článek do provládních novin Star, ve kterém CHP za předložení takového návrhu kritizovala a tvrdila, že podobné návrhy nikdy nezabránily budoucím neštěstím. Za tento článek byla opozičními komentátory kritizována.

### „Paralelní stát“
Dedeoğluová byla jmenována ministryní vlády za AKP i přesto, že psala pro deník Today's Zaman, který je obecně považován za deník sympatizující s Gülenovým hnutím, který založil a vede exilový duchovní Fethullah Gülen. Vláda AKP i prezident Recep Tayyip Erdoğan toto hnutí označili za „paralelní stát“ a „teroristickou organizaci“, neboť se ve vysokých úřednických funkcích dostali do politického konfliktu se stoupenci Gülenova hnutí, které obvinili ze snahy vytvořit „stát ve státě“. Od té doby v novinách Zaman a dalších institucích spojených s Gülenovým hnutím, jako je Bank Asya a Samanyolu TV, proběhla řada policejních razií. Jmenování Dedeoğluové do funkce ministryně tak bylo pro opoziční média překvapením.

## Úmrtí
Beril Dedeoğluová zemřela 13. března 2019 na následky krvácení do mozku, které utrpěla o dva týdny dříve. Bylo jí 57 let.